# Guillem d'Arques
Guillem d'Arques, de Normandia o de Talou (abans de 1026-després de 1054) fou comte d'Arques, va ser l'oncle de Guillem el Conqueridor contra el qual es va revoltar. Després del fracàs de la rebel·lió, es va haver d'exiliar del ducat de Normandia. Es va casar amb una germana del comte Hug II de Ponthieu de nom desconegut. Va tenir almenys un fill de nom Gautier i una filla de nom Matilde, casada amb Guillem I de Tancarville

## Biografia
Fill del duc Ricard II, era doncs l'oncle de Guillem el Bastard, el futur Conqueridor. Aprofitant la minoria d'aquest últim, va dirigir el ducat amb altres ricàrdides: el seu germà Mauger de Rouen i els seus cosins Raül de Gacé i Ricard d'Évreux.
Durant aquest període, més precisament cap a 1037, va rebre el comtat de Talou (augmentat amb Arques) al nord-est del ducat. Segons el cronista Guillem de Poitiers, fou el constructor del castell d'Arques. Una vegada major, el duc Guillem va agafar en mà el govern del seu estat. Desconfiant del seu oncle, va instal·lar una guarnició ducal al castell d'Arques però poc temps després, els defensors obriren la fortalesa a Guillen d'Arques. Sempre segons Guillem de Poitiers, el comte va preparar una revolta. Les raons d'aquesta hostilitat no són evidents: Orderic Vital explica que el comte d'Arques i el seu germà Mauger retreien al jove duc la seva bastardia mentre que l'historiador Pierre Bauduin proposa la hipòtesi d'una «divergència de fons sobre la política portada pel duc des de 1049».
La revolta va esclatar a mitjans de l'any 1053. Guillem el Bastard es precipita a Arques on es refugiava el rebel. Després deixa la conducta del setge a un fidel, Gautier I Giffard i compta amb la gana per reduir el castell. Aquesta revolta és encara més inquietant per al duc, ja que Guillem d'Arques va rebre el suport de diversos senyors locals, i sobretot del rei Enric I de França i del comte Enguerrand II de Ponthieu. El primer intentava debilitar el duc de Normandia mentre que el segon era el cunyat del rebel. L'amplitud del perill explica potser la «damnatio memoriae» de què fou objecte el comte d'Arques en els relats dels cronistes normands.
Però Enric i Enguerrand van fracassar en alliberar el castell del seu bloqueig. El comte de Ponthieu troba fins i tot la mort en un combat a alguns quilòmetres. Apressat per la gana, Guillem d'Arques es va resignar a la rendició del castell al començament de l'any 1054. El duc el va perdonar, i li va oferir fins i tot algunes terres normandes a canvi de l'abandó del seu comtat però el vençut s'hi va negar, preferint exiliar-se i refugiar-se a la cort d'Eustaqui I, comte de Boulogne.
El comtat d'Arques/Talou va desaparèixer llavors. Guillem d'Arques fou doncs el primer i l'únic comte d'aquest territori.